# Norkshäuschen
Norkshäuschen ist eine Ortslage im Norden der bergischen Großstadt Wuppertal.

## Lage und Beschreibung
Die Ortslage befindet sich im Osten des Wohnquartiers Uellendahl-West im Stadtbezirk Uellendahl-Katernberg auf einer Höhe von 234 m ü. NHN zwischen der gleichnamigen heutigen Straße Norkshäuschen und der Straße Am Brucher Häuschen.
Benachbarte Ortslagen, Hofschaften und Wohnplätze sind Am Gebrannten, In der Kiepe, An der Schockel, Duckmaus, Röttgen, Am Bruch, Auf der Nüll, Am Brucher Häuschen, In den Siepen, Am Haken und Kempers Häuschen.
Der Name des Hofs Norkshäuschen ging auf die eine Mehrfamilienhaussiedlung südöstlich des ursprünglichen Wohnplatzes über. Die Hofstelle ist als eigenständige Ortslage nicht mehr wahrnehmbar, da sie heute Teil der geschlossenen Wohnbebauung Uellendahls ist.

## Etymologie und Geschichte
Norkshäuschen leitet sich von einem Personen- oder Familiennamen Nork ab. Häuschen ist ein Diminutiv von Haus.
Im 19. Jahrhundert gehörte Norkshäuschen zur Uellendahler Rotte der Oberbürgermeisterei Elberfeld. Der Ort ist auf der Topographischen Aufnahme der Rheinlande von 1824 als Norkshäusg. eingezeichnet. Auf der Preußischen Uraufnahme von 1843 ist der Ort unbeschriftet eingezeichnet, auf dem Wuppertaler Stadtplan von 1930 mit Am Norkshäuschen.
1815/16 werden acht Einwohner gezählt. Der laut der Statistik und Topographie des Regierungsbezirks Düsseldorf 1832 als Kotten kategorisierte Ort wurde als am Norkshäus. bezeichnet und besaß zu dieser Zeit ein Wohnhaus. Zu dieser Zeit lebten elf Einwohner im Ort, alle evangelischen Glaubens.